# 붉은이마여우원숭이
붉은이마여우원숭이 (Eulemur rufifrons)는 여우원숭이과에 속하는 영장류의 일종이다. 붉은이마갈색여우원숭이로도 알려져 있다. 마다가스카르섬이 원 서식지다. 2001년까지, 커먼갈색여우원숭이(E. fulvus)의 아종 중의 하나로 간주되었다. 2001년에 갈색여우원숭이는 붉은여우원숭이를 비롯하여 여러 종으로 분리되었으며, 붉은이마여우원숭이도 포함되었다. 2008년에 붉은여우원숭이(E. rufus)는 붉은여우원숭이(E. rufus)와 붉은이마여우원숭이(E. rufifrons)로 분리되었다. 붉은여우원숭이의 개체군은 치리비히나 강의 서쪽 강변의 북쪽에서 발견되며, 붉은이마여우원숭이는 치리비히나 강 서쪽 강변의 남쪽에서 발견된다. 이 종들은 유전적, 형태학적 증거들에 기초하여 분리된다. 미토콘드리아 DNA 분석에 의하면, 붉은이마여우원숭이는 붉은여우원숭이(E. rufus) 보다는 갈색여우원숭이, 흰머리여우원숭이(E. albifrons), 샌포드갈색여우원숭이 (E. sanfordi)와 더 가까운 관계가 있는 것으로 나타난다.